# Münzgrundgewicht

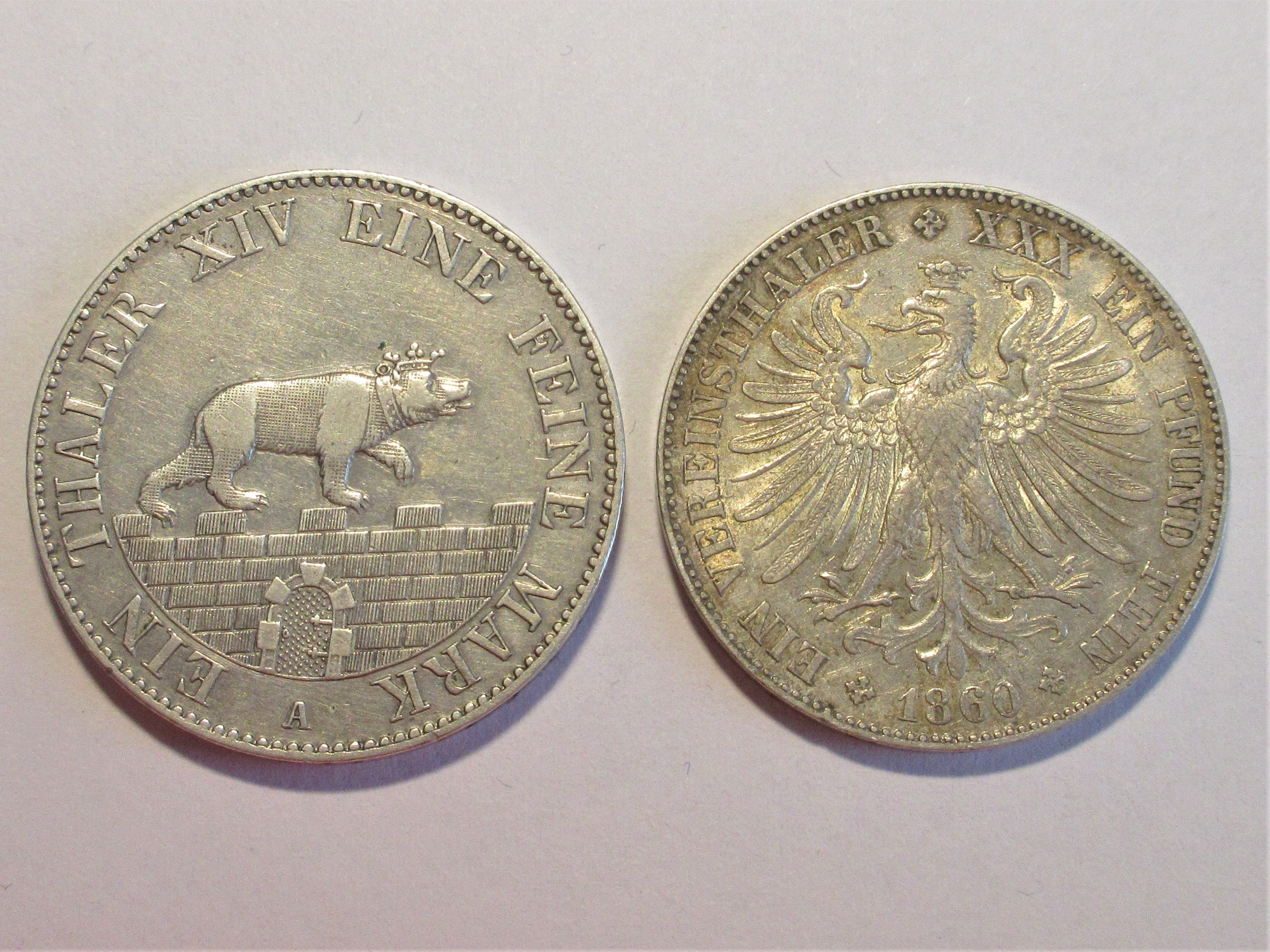
14 Taler aus Kölner Mark und 30 Taler aus Zollpfund in den Umschriften

Ein Münzgrundgewicht ist eine rechnerische Bezugsgröße für die Münzprägung. In Verbindung mit dem Münzfuß zeigt das Münzgrundgewicht an, wie viele Münzen aus einem Münzgrundgewicht geprägt werden sollen.

## Entwicklung in Deutschland

### Kölner Mark
Das verbreitetste Münzgrundgewicht vom Mittelalter bis in das 19. Jahrhundert war in Mitteleuropa die Kölner Mark von ca. 234 Gramm Silber. Aus dieser Kölner Mark wurden unterschiedlich schwere Silbermünzen geprägt. Wurden Taler im 10-Talerfuß aus der Kölner Mark geprägt, enthielt der Taler ca. 23,4 Gramm Silber (10 Taler aus 234 Gramm). In den deutschen Staaten wurden zu Beginn des Jahres 1834 Taler im 12-Talerfuß (19,5 Gramm Silber im Taler), im 13½-Talerfuß (17,5 Gramm Silber im Taler), im 14-Talerfuß (16,7 Gramm Silber im Taler), im 18½-Talerfuß (12,6 Gramm Silber im Taler), im 24-, später im 24½-Guldenfuß (9,5 Gramm Silber im Gulden) und im 34-Markfuß (6,9 Gramm Silber in der Mark) geprägt. Dabei handelte es sich jeweils um den Feinsilbergehalt. Das heißt, das Gesamtgewicht dieser Münzen konnte durch den Zusatz vor allem von Kupfer höher sein. Für ihren Kurantwert, der ihrem realen Wert entsprach, kam es jedoch nur auf den Feinsilbergehalt an, der sich aus dem Zusammenspiel zwischen Münzgrundgewicht und Münzfuß ergab. Das genaue Gewicht der Kölner Mark konnte regional leicht schwanken. Durch den Dresdner Münzvertrag wurde die preußische Festlegung von 233,855 Gramm für die Vertragsstaaten das verbindliche Münzgrundgewicht. Aus diesem Münzgrundgewicht durften Taler und Gulden nur noch im 14-Talerfuß oder im 24½-Guldenfuß geprägt werden. Die preußische Definition der Kölner Mark entsprach genau der Hälfte des Preußischen Pfundes im allgemeinen Gewichtswesen.

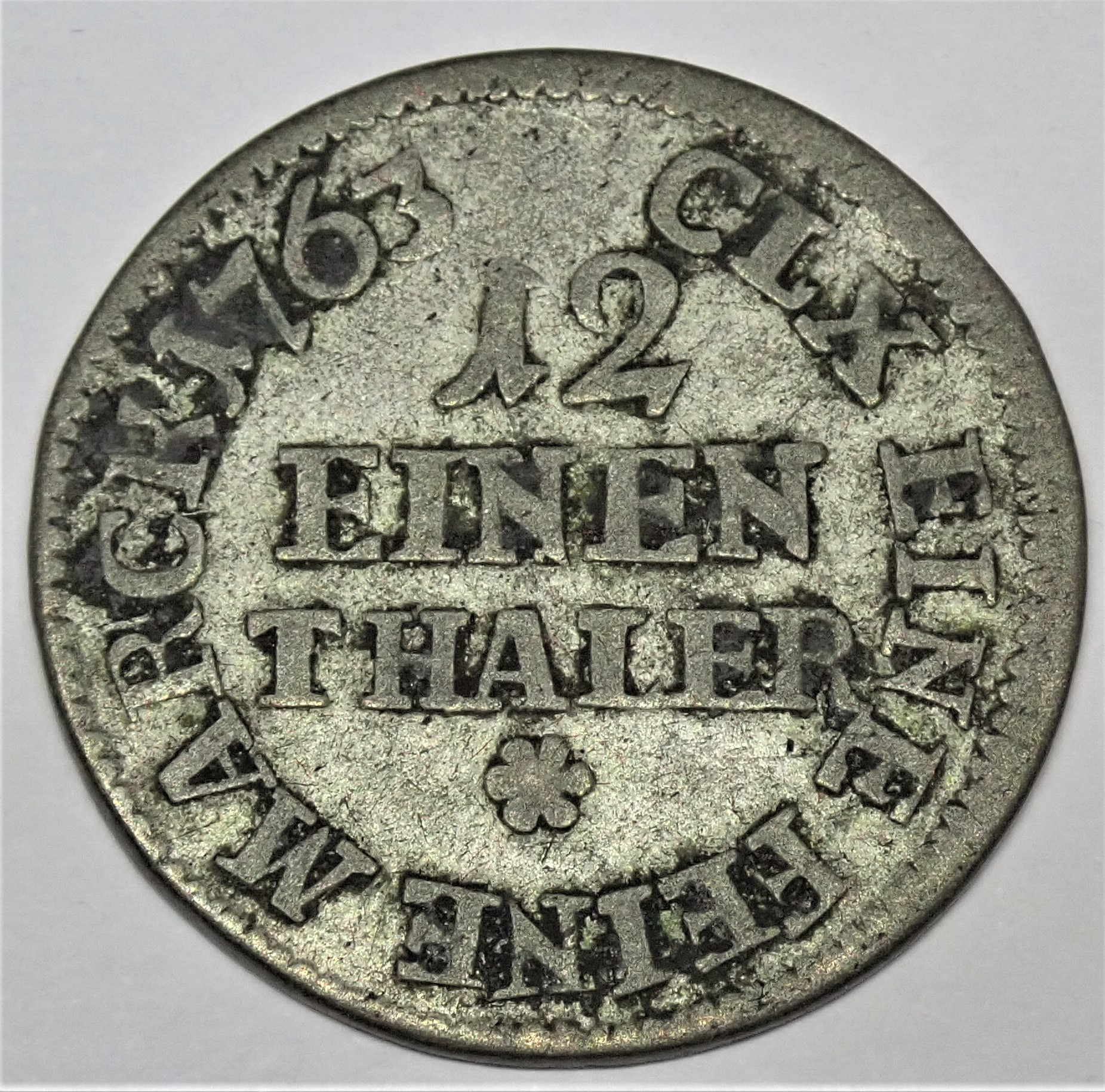
Sachsen 1/12 Taler, CLX eine feine Mark

Auch Talerteilstücke die als Kurantmünzen ausgeprägt wurden, deren Nominalwert somit auch ihrem Silberwert entsprachen, konnten ihr Verhältnis zur Kölner Mark in der Umschrift nennen. Der sächsische 1/12 Taler von 1763 auf dem Foto nennt CLX EINE FEINE MARCK, 160 Stück dieser Teilstücke entsprachen somit in ihrer Summe dem Gewicht der Kölner Mark.

### Zollpfund
Durch den Wiener Münzvertrag von 1857 sollten Münzgrundgewicht und Münzfuß in Richtung des Dezimalsystems weiterentwickelt werden. Statt der Kölner Mark wurde nun das "Zollpfund" des Deutschen Zollvereins von 500 Gramm als Münzgrundgewicht festgelegt. Da zugleich der 14-Talerfuß von einem 30-Talerfuß abgelöst wurde, änderte sich am Silbergehalt des Talers nicht viel. Das Silberfeingewicht des Talers fiel von theoretischen 16,704 auf 16,667 Gramm. Diese Gewichtsreduzierung blieb theoretisch, weil der Unterschied innerhalb der damals üblichen Herstellungstoleranzen lag.